# Katarina Bengtsdotter (abbedissa)
Katarina Bengtsdotter, död 1457, var en svensk nunna. Hon var abbedissa i Vadstena kloster från 1452 till 1456.

## Biografi
Katarina Bengtsdotter utsågs till ämbetet sedan hennes företrädare hade avsatts av kung Karl Knutsson (Bonde). Under sin ämbetstid tvingades hon ta itu med den bannlysning som klostret drabbades av 1453, då föreståndaren för klostrets moderhus i Rom hade ådragit sig påvens vrede av okänd orsak. Hon gick 1454 med på att ta emot kungens dotter Birgitta som novis under ett provår. 
År 1455 stod hon värd för den ceremoni då kungens dotter Birgitta under stora högtidligheter och i närvaro av hovet vigdes till nunna vid åtta års ålder tillsammans med fyra andra flickor. Birgitta ska inte ha sörjt utan full av iver att avsäga sig världen ha slitit sig från faderns armar och skyndat till abbedissan.
Katarina tvingades avgå från ämbetet på grund av en obotlig sjukdom 1456 och avled året därpå.